# Марія Аннунціата Бурбон-Сицилійська
Принцеса Марія Аннунціата Ізабелла Філомена Сабазія Бурбон-Сицилійська (італ. Maria Annunziata Isabella Filomena Sabasia, Principessa di Borbone delle Due SicilieMaria Annunziata Isabella Filomena Sabasia, Principessa di Borbone delle Due Sicilie; (24 березня 1843, Казерта — 4 травня 1871, Відень) — дочка короля Обох Сицилій Фердинанда II і австрійської ерцгерцогині Марії Терези, мати ерцгерцога Франца Фердінанда, убитого в Сараєво в 1914 році.

## Біографія
Марія Аннунціата була четвертою дитиною і старшою дочкою в сім'ї Фердинанда II і його другої дружини Марії Терези. На відміну від своїх братів та батька, які були публічними особами, Марія була тихою, скромною і стриманою. У цьому вона була схожа на свою матір, що любила усамітнення, займалася вихованням дітей життя при дворі.
У 1859 році помер король Фердинанд II, і трон перейшов до Франциска II, зведеного брата принцеси. У 1861 році нового короля було повалено. Вся сім'я поїхала у Рим, де проживала в Квірінальському палаці, наданому папою Пієм IX.
Ерцгерцогиня Марія Аннунціата померла у віці 28 років від туберкульозу. Цю хворобу, вона передала й своєму старшому синові. Ерцгерцогиня Марія Аннунціата була похована в Імператорському склепі.

## Шлюб і діти
21 жовтня 1862 року в Венеції Марія Аннунціата стала дружиною австрійського ерцгерцога Карла Людвіга, ставши його другою дружиною після того, як померла 1858 року принцеса Маргарета Саксонська. У шлюбі народила четверо дітей:
- Франц Фердинанд (1863—1914)
- Отто Франц (1865—1906)
- Фердинанд Карл (1868—1915).
- Маргарита Софія (1870—1902), одружена з Альбрехтом Вюртемберзьким, сином герцога Філіпа Вюртемберзького.

У 1873 році ерцгерцог Карл Людвіг вступив у третій шлюб з принцесою Марією Терезою Португальською. Подружжя мало двох дочок.